# سنت-ژوستن-دو-نیوتن، کبک
سنت-ژوستن-دو-نیوتن (به فرانسوی: Sainte-Justine-de-Newton) شهری در منطقه شهری وودروی-سولانژ ناحیه مونترژی در استان کبک کانادا است. در سرشماری سال ۲۰۱۱ این شهر ۹۶۸ نفر جمعیت داشته‌است و مساحت آن ۸۴٫۱۴ کیلومتر مربع است.